# 大东港疏港高速公路
大东港疏港高速公路，简称大东港疏港高速，是一条正在建设的辽宁省省级高速公路，道路编号为S33。
起点位于辽宁省丹东市东港市北部，通过东港枢纽立交与G11鹤大高速相连，终点位于辽宁省丹东市东港市市区西部。规划长度为17.670km。